# Hadera
Hadera (tiếng Do Thái: חדרה, tiếng Ả Rập: الخضيرة) là một thành phố của Israel. Thành phố Hadera thuộc quận Haifa. Thành phố Hadera có diện tích km2, dân số là 76.400 người (năm). Hadera ban đầu được thành lập với tên Vịnh Hadera vào năm 1925 với tư cách là một khu định cư của Anh, nằm trong khu vực định cư Ả Rập cũ đã bị phá hủy trong chiến tranh năm 1948. Thành phố ban đầu phát triển xung quanh nhà máy sản xuất vải bông. Năm 1957 Hadera trở thành hội đồng địa phương và vào ngày 20 tháng 10 năm 1960, nó được trao tư cách thành phố. Kể từ đó dân số tăng lên đáng kể và nhiều khu dân cư được xây dựng. Ngày nay Hadera là nơi có khu công nghiệp nổi tiếng, nơi đặt nhà máy của các tập đoàn quốc tế.
Với hệ thống nhà hàng và câu lạc bộ đêm phong phú, Hadera còn nổi tiếng với cuộc sống về đêm và nhiều lễ hội quanh năm. Trung tâm văn hóa và giải trí chính ở Hadera là Hamer House (Beit Hamer).